# Elodium lanatum
Elodium lanatum là một loài Rêu trong họ Thuidiaceae. Loài này được (Brid.) I. Hagen ex Paris mô tả khoa học đầu tiên năm 1909.